# Szociális kártya
A szociális kártya egy olyan kezdeményezés, amelynek lényege, hogy az államilag segélyezett rászorultak ne csak készpénzt kapjanak, hanem egy olyan kártyát, amit alkohol és cigaretta megvásárlására nem használhatnak fel. Bár a kezdeményezés a Borsod-Abaúj-Zemplén megyei Monok faluból indult, később országos jelentőségűvé vált, és ennek következtében a kártyát kibocsátó Cafeteria Card Kft. 700 önkormányzattal tárgyal a bevezetésről.

## Előzmények
A kezdeményezés Monokról indult, amely egy Borsod-Abaúj-Zemplén megyei falu a Szerencsi kistérségben. A település lakosságának 93%-a magyar, 7%-a cigány nemzetiségűnek vallotta magát 2001-ben. A település polgármestere Szepessy Zsolt (független). A bankkártyaszerű kezdeményezés javaslatát Szepessy elküldte Bajnai Gordon miniszterelnöknek. A javaslat szerint a plasztikra érkező összeget a rászorulók bármely, a rendszerhez csatlakozott boltban vásárolhatnák le, a segélyek így elérnék a rászorulókat, kikapcsolva többek között az alkalmatlan szülőket és az uzsorásokat. A tervek szerint a kártya bevezetésének jelentős gazdaságélénkítő és társadalmi igazságérzetet növelő hatása lenne, alkalmazásával elkerülhetőek lennének a jövőben a visszaélések. A javaslat nagy érdeklődést váltott ki, tekintve hogy sikeres alkalmazása esetén könnyen kiterjeszthető az egész országra. Bár az ötlet egy független polgármestertől indult, pártok figyelmét is felkeltette. A Magyar Demokrata Fórum határozati javaslatot nyújtott be a szociális kártya bevezetése érdekében, indoklásuk szerint "A tapasztalatok azt mutatják, hogy sokan nem arra költik a támogatást, amire kapják: élelmiszer, ruha, vagy tankönyv helyett dohányt vagy alkoholt vásárolnak, esetleg játékgépekbe dobálják a támogatás összegét. A jelenlegi készpénzes rendszer nem csak azért rossz, mert sokan a kocsmában költik el a segélyt, hanem azért is, mert annak jelentős része végül az uzsorások zsebébe kerül." Herényi Károly MDF-es politikus a szociális kártyáról, már mint az MDF egész országra kiterjesztendő javaslatáról beszélve elmondta, el lehetne érni, hogy a rászorulóknak nyújtott támogatást valóban a család és a gyermekek szükségleteinek kielégítésére szánják. A kártya élelmiszerek, közüzemi díjak, ruházat beszerzése mellett a későbbiekben még sok mindenre lenne alkalmas. A szociális segélyezési rendszer közel hárommillió embert érint, a kártya országos bevezetése 500 millió forintot emésztene fel. 2009. július 28-án a Monoki testület határozatot hozott a kártya helyi bevezetésének szándékáról.

## Bevezetése
2009. október 20-án Monok képviselő-testülete egyetlen ellenszavazattal a szociális kártya bevezetése mellett döntött, a szociális segély 60 százalékát kártyára utalja majd az önkormányzat, 40 százalékát pedig készpénzben fizetik ki. A rendelkezésre állási támogatás teljes összege a kártyára érkezik majd. A szociális kártya bevezetése többlet ráfordítást nem igényel, mivel a kártyakibocsátó cég állja a költségeket, a kártyatulajdonosoknak és az önkormányzatnak nem kerül semmibe. A Szociális és Munkaügyi Minisztérium nem ellenezte a szociális kártya bevezetését, mivel a szociális törvényben szerepel a "természetbeni segítség" fogalma, ennek egy formája a szociális kártyán keresztüli juttatás. Monokon 60 millió forintot osztottak ki különböző jogcímeken, ennek a polgármester elmondása szerint "legalább 30-40 százaléka" az uzsorásokhoz került a kártya bevezetését megelőzően. A szociális kártyával a tervek szerint csak szerződéses elfogadóhelyeken lehet majd fizetni, csak  meghatározott árucikkeket és szolgáltatásokat lehet vásárolni vele. Ezek közé tartoznak az élelmiszerek, ruházati termékek, tanszer, tisztító- és tisztálkodó szerek, gyógyszer, tüzelő. A távfűtés, a víz, a gáz, a villany, a lakbér, és a lakáshitel-törlesztés költségeit is ki lehet majd egyenlíteni a kártyával. Az MDF üdvözölte a monoki döntést és szorgalmazta, hogy a kormány dolgozza ki a széles körű bevezetés feltételeit. 2009 végéig 500 helyhatóság csatlakozhat a szociális kártya rendszeréhez. Újkígyós a második település, ahol bevezetik a szociális kártyát, 2009 novemberétől, az önkormányzat itt a jövedéki termékek elsősorban alkohol vásárlását kívánja megakadályozni.